# Serica simillima
Serica simillima är en skalbaggsart som beskrevs av Kobayashi 1983. Serica simillima ingår i släktet Serica och familjen Melolonthidae. Inga underarter finns listade i Catalogue of Life.